# Selysioneura ranatra
Selysioneura ranatra là loài chuồn chuồn trong họ Isostictidae. Loài này được Lieftinck mô tả khoa học đầu tiên năm 1949.